# Festival Nacional da Matemática
O Festival Nacional da Matemática é um evento realizado pelo Instituto de Matemática Pura e Aplicada (IMPA) e tem como objetivo principal disseminar a Ciências Matemáticas e mostrar que as exatas também podem ser diversão!
Inspirado em um evento norte-americano, o Festival Nacional da Matemática teve sua primeira edição em 2017, na cidade do Rio de Janeiro, tendo sido realizado concomitantemente em três locais distintos: Escola SESC, Escola Eleva e Nave do Conhecimento Cidade Olímpica.
O Festival da Matemática 2017 contou com  apoio da Sociedade Brasileira de Matemática (SBM) e fez parte do Biênio da Matemática Joaquim Gomes de Sousa 2017-2018, movimento em prol da educação que abriu portas para a realização de grandes eventos da área da matemática no Brasil. Neste período foram realizados dois importantes eventos da área: a Olimpíada Internacional de Matemática 2017 (da sigla em inglês IMO - International Mathematical Olympiad) e o Congresso Internacional de Matemáticos 2018 (da sigla em inglês ICM - Internacional Conference of Mathematicians), maior evento de matemáticos do mundo realizado pela primeira vez no Hemisfério Sul.
Em razão da pandemia, a segunda edição aconteceu de 29 de setembro a 1 de outubro de 2022, na Marina da Glória, no Rio de Janeiro, passando a incorporar o título de 'Nacional' no nome, para diferenciar-se dos demais festivais organizados por escolas e outras instituições. O primeiro dia foi dedicado à visitação escolar; o segundo dia recebeu visitas de escolas e de público geral; e o terceiro foi voltado somente para o grande público.
Com três dias de evento, o Festival 2022 teve quase 15 mil visitantes, 167 escolas públicas e particulares, famílias, adultos, jovens e crianças! A programação contou com palestras, mesas redondas, cineclube, exposição, robótica, teatro e muitas oficinas.
A terceira edição do FestMat, realizada de 5 a 7 de setembro de 2024, na Marina da Glória, no Rio de Janeiro, recebeu mais de vinte mil participantes. Com o tema 'Matemática é inovação', o evento trouxe experiências imersivas, games, exposições, robótica e diversas atividades relacionadas ao desenvolvimento de tecnologias e do nosso dia a dia. 
O Festival quer desmistificar a matemática e aproximar as pessoas dos números, mostrando que esta ciência está presente em muitos momentos do nosso cotidiano, como na arte, na arquitetura, em uma simples receita, em uma árvore e até mesmo no nosso corpo.
A próxima edição está programada para 2026! 